# Partij (muziek)
Een partij is in de muziek een deel uit een partituur. Waar een partituur het volledige overzicht van alle instrumenten en/of zangstemmen geeft, is in een partij doorgaans slechts het materiaal van één instrument (of instrumentgroep) of zangstem (of groep) weergegeven.
In een partij staat doorgaans louter de informatie voor betreffende speler(s) genoteerd, en dan in de voor het instrument gangbare toonsoort (bij transponerende instrumenten) en met de voor het instrument of stem gangbare muzieksleutels. Uiteraard kan een stuk ook voor één instrument geschreven zijn. In zo'n geval kan enkel van een partituur worden gesproken, en niet van een partij.
In Oude Muziek heet een partij een stemboek (-je). Hierin staan vaak van meerdere composities de partij voor één stem, bijvoorbeeld voor een zangstem sopraan, alt, tenor of bas bij een vierstemmig koorwerk. 